# Famille des Salles
Pour les articles homonymes, voir Salles.
La famille Salles est une famille noble française, originaire de la province de Normandie, et également implantée dans la province du Béarn. Ayant alors une succursale qui s'établit en Lorraine en 1476. La famille Salles a également acquis une forte influence en Grande-Bretagne, lors de la Conquête normande de l'Angleterre.

## Historique
Ce nom vient du germanique salla (= « la salle »). On pense qu'il désignait au départ une maison fortifiée, puis une grande maison.[réf. nécessaire]
La famille Salles est originaire de Normandie, mais la branche du Béarn a commencé avec Antoine Salles, gouverneur de Navarrenx, marié Anne de Gout de Rouillac, qui ont eu Pierre Salles. Antoine Salles a confié son fils cadet Pierre à Louis XI qui en fait le page de sa chambre. Le dernier membre de la branche aînée, dans le Béarn, est Bertrand Salles nommé grand maître de l'artillerie par Henri IV en novembre 1587, et lieutenant général des armées de ce roi et conseiller d'État en 1594. Le château des Salles a été détruit par Gabriel Ier de Montgommery.

## Filiation
- Pierre Salles[2],[3]. Il participe à la bataille de Montlhéry, en 1465. Après sa campagne de 1475, le roi lui a donné son ordre de chevalerie. Louis XI envoie 400 lances commandées par Georges de La Trémoille, avec Pierre Salles et Odet de Rouillac comme officiers, pour soutenir René II de Lorraine dans son combat contre Charles le Téméraire. Pierre Salles a été chambellan du duc de Lorraine, qui a brillamment combattu aux côtés de René II à la bataille de Nancy en 1477. Il s'est marié en 1490 avec Nicole de Vernancourt, héritière de la seigneurie de Gombervaux.
  - Philippe Salles (vers 1500-Nancy, 1560), chevalier , seigneur de Gombervaux, de Vernancourt, de Rigny, d'Ugny, de Longchamp, de Hautcourt, de Malencourt, de Rebeuville, de Chardogne, de Vouthon-Haut, de Vouthon-Bas, de Chantreu, de Vitrimont, de Marchéville, de Marzéville, de Vigneulles, d' Heuvillers, de Coussey, de Gouhécourt, de Noncourt, de Pagny, de Girauvillers, de Badonvillers, de Dainville, de Nais, de Maré, de Chaumont, de Chastencourt, de la Fosse, de Hanssemont, de Houémont, de Challigny, de Chantebeu, de Signeulles, de Bazemont, de Broussey, de la Blanche Côte, de la Petite Woëvre, de Bertheleville, de Burey la Côte, de Charmisey, de Courcy et de trente huit autres seigneuries pour lesquels il a rendu foi et hommage à Antoine de Lorraine, le 30 septembre 1535. Il a été gouverneur des Vosges et bailli de Neufchâteau. Il est marié en premières noces, en 1525, avec Marguerite de Maugiron, décédée en 1530, en secondes noces, en 1531, avec Renée d'Haussonville (ca 1510-1594), dame de Courcy.
    - Jean Salles, seigneur de Gombervaux, Ugny, Girauvilliers, il s'est lié à Charles IX, roi de France, qui l'a fait gouverneur de Vaucouleurs. Devenu protestant en 1570, le roi lui a retiré lses charges. Il a abjuré en 1575 et est revenu à la cour de Lorraine. Il est tué le 18 septembre 1575 au cours d'un duel avec Jean comte de Salm, maréchal de Lorraine. Il s'est marié à Marguerite du Hauttoy (†1600), protestante. Il a été inhumé dans l'église d'Ugny.
      - Guillemette Salles (†1607), mariée en premières noces à René de Beauvau, baron de Rorté, seigneur de Merigny, mariée en secondes noces en 1596 avec Jean de Lavardin, seigneur de Plessis-Bourotte. Elle a supporté le siège de son château de Rorté fait par Charles III de Lorraine quand, protestante elle y accueillait des protestants. Son château lui a été rendu en 1592.
      - Antoinette Salles, d'abord chanoinesse de Remiremont, puis mariée en 1594 avec Simon de Myon, seigneur de Clerey, Barisey, la Grand'faux.

    - Claude Salles (après 1531-1583), chevalier, baron de Mercy et de Gouhécourt, seigneur de Chardogne, de Longchamp, de Dainville, de Noncourt, de Rebeuville, de Signeulles, de Vitrimont, de Chantebeu, de Vouthon-Haut, de Vouthon-Bas, de Coussey, de Courcy, d'Hautcourt, de Malencourt, de Landonville, de Bertheleville, de Burey la Côte, de Rigny, de Charmise, pour lesquels il a rendu foi et hommage, en 1573, à Charles III de Lorraine. Il est le tuteur de ses nièces après le décès de son frère Christophe des Salles. À la suite d'un duel, il quitte la Lorraine, en 1578, pour la France auprès d'Henri III. Il a obtenu des lettres de rémission du duc de Lorraine en 1583 lui permettant de revenir dans son château de Vouthon. Il s'est marié en 1572 avec Catherine de Rivière.
      - Henri Salles (vers 1573-1628), chevalier, comte de Mont-Saint-Jean, baron de Rorthey, de Mercy et de Gouhécourt, seigneur de Chardogne, de Longchamp, de Dainville, de Noncourt, de Rebeuville, de Signeulles, de Vitrimont, de Chantebeu, de Vouthon-Haut, de Vouthon-Bas, de Coussey, de Courcy, d'Hautcourt, de Malencourt, de Rigny, d'Espiey, de Bertheléville, d'Ugny, de Charmisey, de Burey la Côte et de Landoville, guidon des gens d'armes d'Henri IV, commandés par le duc de Bouillon et chevalier de ses Ordres , marié le 20 novembre 1595 à Élisabeth de Mérode (1568-1623), dame de  Lauvaux-Sainte-Anne, comtesse héritière de Mont Saint-Jean et comtesse du Saint Empire, fille d'Everhard de Mérode, seigneur de Lauvaux-Sainte-Anne. Il a  rendu ses foi et hommages à Charles III, duc de Lorraine le 5 décembre 1598. Il a acquis, le 18 novembre 1604, sur adjudication, pour 9 333 livres la baronnie de Rorté des créanciers de feu René de Beauvau, chevalier, baron de Rorté, époux de sa cousine germaine Guillemette Salles. Henri IV lui a confirmé par lettres patentes le titre de baron pour sa terre de Rorté. Il a fait son testament le 20 avril 1627.
        - Claude II Salles, baron de Rorté, marié le 16 janvier 1618 avec Anne Chevalier de Malpierre (1599-1685), dame d'honneur d'Anne d'Autriche, fille de François Chevalier, seigneur de Malpierre, vicomte d'Abbeville, ambassadeur pour le roi vers les Provinces-Unies.
          - François Salles, baron de Rorté (†1688), marié en 1639 avec  Marie d'Aucy de Vroncourt (†1707).
            - François II Salles, marquis de Bulgnéville en 1708, comte de Rorté, marié en 1703 avec Catherine-Louise de Ficquelmont, chanoinesse de Remiremont.
              - Claude-Gustave-Chrétien II Salles (1706-1778), marquis de Bulgnéville, gouverneur de Vaucouleurs, colonel du régiment des Landes en 1738, Chambellan d'honneur du roi Stanislas en 1737. maréchal de camp en 1748, lieutenant général en 1759, gouverneur de Rhinfeld, marié en 1730 avec Adélaïde-Candide-Marie de Brancas (1710-1740), fille de Louis-Antoine de Brancas (1682-1760), duc de Villars, dame du palais de la duchesse de Lorraine 1710-1740.
                - Louis-Antoine-Gustave Salles (1733-1779), comte, gouverneur et grand-bailli des villes et chateau de Neufchâteau, gouverneur en survivance des ville et château de Vaucouleurs, mestre de camp du régiment des Salles cavalerie, marié en premières noces, en 1760, avec Marie-Louis-Barnabé Malet de Graville, morte en 1761, marié en secondes noces, en 1769, avec Monique de Gouy d'Arsy (1748-1823)[4].
                  - Aurore Louise Monique Salles (1779-1866), dame de Malepierre, mariée en 1794 avec Francois Louis Hyacinthe de Ludres (1741-1819), comte de Ludres et d'Afrique. Elle proteste en 1791 contre la vente comme bien national du couvent des Récollets de Bulgnéville fondé par son ancêtre en 1709[5]. Dernière représentante de la branche aînée de la famille Salles, elle est l'héritière des titres de baron de Rorté, marquis de Bulgnéville et des comtes des Vouthons après le mort de son cousin François-Louis Salles, comte des Salles. L'hôtel des Salles qu'elle habitait a été détruit après 1866 pour construire la basilique Saint-Epvre de Nancy.

                - René-Henri Salles, chevalier de Malte.

            - Claude-Gustave-Chrétien Salles,
            - Joseph Salles, seigneur de Malpierre.

          - Claude Salles, mariée en 1640 avec Jean V de Ludres, comte d'Afrique (†1660).

        - Henri II Salles, seigneur de Vouthon, colonel de deux régiments d'infanterie et de cavalerie de Louis XIII. Il a épousé en 1623 Marie-Magdeleine d'Aultry, dame de Génicourt, fille de Jean Vincent, baront d'Aultry, et de Claude Merlin[6].
          - Louis Salles, seigneur de Vouthon-Haut et de Vouthon-Bas, Génicourt, Condé, bailli de Bassigny, lieutenant-colonel du régiment de Marchin, conseiller d'État du duc de Lorraine, marié en 1665 avec Marie de Louviers, fille de Louis de Louviers, seigneur de Maurevert, Mongimont, etc., chevalier d'honneur de la reine.
            - Louis II Salles, comte des Salles, seigneur de Vouthon-Haut et Vouthon-Bas, Maurevert, capitaine au régiment de Boufflers, bailli de Gondrecourt, chambellan du duc de Lorraine. Il est marié en 1694 à Denise-Agathe de Louviers.
              - Alexandre-Louis Salles, comte des Salles, baron de Rorté, seigneur de Vouthon-Haut et de Vouthon-Bas, Bertheléville, etc., capitaine au régiment d'Orléans, marié vers 1716 avec Marie-Louise de Beauvau, fille de Louis-Joseph de Beauvau, marquis de Noviant, maréchal de Lorraine et Barrois.
                - François-Louis Salles (1724-avant 1810), comte des Salles, seigneur de Vouthon, capitaine de cavalerie au régiment d'Harcourt et à participer à la bataille de Fontenoy, gouverneur du duc de Chartres, marié en 1754 avec Philippine-Élisabeth de Vimeur de Rochambeau, sœur du comte de Rochambeau. Il a émigré sur la frontière suisse. Il est mort en un lieu et une date inconnue, avant 1810.
                - Louis-Denis Salles ( -1798), marquis de Noviant, baron de Rorté, seigneur de Bertheléville, Chemisey, etc., marié en 1751 avec Lucie de Rosières.

              - Charles-Philippe Salles (1701- ), chevalier des Salles, a eu trois enfants sans descendance.
              - Marie-Rosalie Salles, mariée en 1724 avec Claude-François de Germigney.
                - Claude-Joseph de Germiney marié à Stéphanie-Catherine de Boisouzet d'Ormenans.
                  - Amédée-Louis de Germiney ( -1853), héritier de Bertheléville.

      - Louise des Salles (†vers 1612), mariée le 14 mai 1596 à Claude II de Verrières, chevalier, seigneur d'Amanty et de Taillancourt, avec qui elle n'eut pas de descendance. Louis 1er de Vigneulles, seigneur de Maxey-sur-Vaise, et son épouse Nicole de Merlet leur vendirent l'ancien château de Montbras et ses dépendances le 11 août 1598. Le couple fit alors construire le château actuel[7].

    - Christophe Salles (†1585), seigneur de Vernancourt, Malaincourt, la Folie, Ugny et Hanffemont, Maré, Marchéville, Huviller, Haulcourt, etc. Henri III lui a donné la charge de bailli et gouverneur de Vitry-le-François. Il s'est marié avec Claudette de Lucy dont il a eu :
      - Henri Salles, seigneur de Vernancourt, baron de Conflans, marié avec Françoise de Médard des Aulnois, d'où :
        - Claude Salles, sans descendance.
        - Anne Salles, mariée à Jacques Turpin, marquis de Crissé, comte de Jallais.
        - Henry Salles, baron de Conflans.
        - Marie Catherine Salles mariée à Pierre de la Rabbe, chevalier, seigneur du Lude.
        - Emerentiane Salles mariée à François du Fresne.

    - Madelaine Salles mariée en 1572 avec Hugues de Montbelliard, seigneur de Lantage.
    - Christine Salles mariée en 1559 à Philibert de Carrel (†1570).
    - Gaspard Salles.

## Héraldique
Les armes de la famille se blasonnent ainsi : D'argent, à la tour donjonnée de sable, le premier donjon sommé d'un autre donjon du même, et posée sur un tertre à trois coupeaux de sinople.[réf. nécessaire]